# Argídeos
Argídeos (Argidae) é uma família de insetos voadores da ordem Hymenoptera que inclui vespas robustas popularmente conhecidas como "serras-palito" ou "moscas-serra". Por conta de suas larvas terem hábitos fitófagos, e por danificarem tecidos de vegetais ornamentais, algumas espécies são consideradas relevantes pragas agrícolas, ornamentais e mesmo florestais.

## Morfologia
As vespas argidas apresentam corpo robusto e, em várias espécies, marcante coloração brilhante, como cores metálicas, pretas, amarelas ou mesmo vermelha; maioria pequenas de apenas 4 mm mas algumas chegam a cerca de 2 cm. Como outras linhagens de vespas da superfamília Tenthredinoidea e da obsoleta subordem Symphyta, não apresentam a “cintura de vespa” ou seja, não apresentam o estreitamento abdominal característico da maioria das demais vespas (da subordem Apocrita). Desta forma, são vespas robustas com um corpo mais “gordo” e menos segmentado do que em outras linhagens.  
Caracterizam-se pelas suas antenas típicas, que apresentam apenas 3 segmentos antenais (ou seja, o escapo e dois antenômeros), em que o último antenômero (o flagelo apical) é um único segmento desproporcionalmente longo e marcante. Os machos são particularmente fáceis de identificar, muitos caracterizando-se principalmente pelas suas antenas bifurcadas (ou seja, o último antenômero dividido em duas pontas, em formato de U). As fêmeas, no entanto, apresentam as pontas antenas simples, sem bifurcação, mas com o ovipositor em formato de serra, que usam para cortar tecidos vegetais onde depositam seus ovos, como é típico de membros da subordem Symphyta (moscas-serra). Asas anteriores sem a veia 2r, e apresentando uma única célula na região anal fechada. O segmento mediano lateral (metapleura) fusionado ao primeiro segmento abdominal, levando a um corpo contínuo. Quase todos os gêneros possuem dois espinhos apicais na tíbia anterior (ausentes nas demais). 

## Biologia Geral
Os adultos geralmente se alimentam de néctar, pólen ou substâncias açucaradas, embora seu papel na polinização seja limitado em comparação com outras vespas e abelhas. Acredita-se que sua coloração incomum pode ajudar na camuflagem dentre a vegetação bem como servir como aviso de defesa (aposematismo) contra predadores. O ovipositor das fêmeas destas vespas é adaptado para serrar folhas e caules, facilitando a postura dos ovos dentro dos tecidos vegetais, em que geralmente atacam plantas de menor porte, como arbustos. O ciclo de vida dos Argidae é semelhante ao de outras vespas Symphyta. 
As fêmeas adultas depositam ovos nas folhas ou caules das plantas hospedeiras. As larvas eclodem e se alimentam das folhas até atingirem a fase de pupa, momento em que se transformam em adultos. O desenvolvimento das larvas pode variar conforme a espécie e as condições ambientais. As larvas dos Argidae são herbívoras e se alimentam principalmente de folhas de plantas hospedeiras, assim apresentando hábitos semelhantes às lagartas, sendo encontradas mastigando folhas. Algumas larvas das vespas Argidae apresentam estratégias de defesa contra predadores. Elas podem se enrolar ou expor cores vivas para dissuadir predadores. Em algumas espécies, as larvas também excretam substâncias químicas defensivas para afastar predadores; é comum observar agrupamentos de larvas que buscam segurança para empupar e completar a metamorfose (em Dielocerinae e Erigleninae).

### Importância Ecológica e Econômica
Em alguns casos, a alimentação das larvas pode causar causando danos consideráveis em plantas. Algumas espécies são pragas em culturas agrícolas e florestais. Os Argidae são normalmente específicos a plantas hospedeiras, com algumas espécies de larvas que se alimentam de plantas economicamente importantes, como plantas da família das Rosaceae (rosas, maçãs) e Fabaceae (leguminosas). Essa especificidade de hospedeiro é comum em muitas espécies de vespas Symphyta. algumas espécies podem ser consideradas pragas em culturas agrícolas, especialmente aquelas cujas larvas se alimentam de plantas cultivadas. Embora o dano geralmente seja limitado, infestações severas podem prejudicar a produção de algumas culturas. Geralmente, são mais ativas durante a estação chuvosa, e hibernam durante a estação de seca.
Algumas espécies de Argidae têm sido estudadas como agentes de controle biológico contra plantas invasoras, pois se alimentam exclusivamente de certas plantas e ajudam a controlar sua população.

## Taxonomia
Mundialmente, a família conta com cerca de 900 espécies, sendo que a maioria delas ocorre na região Neotropical. Estas estão distribuídas por 32 (alguns autores consideram mais de 50) gêneros dentre duas subfamílias: Arginae, com dois gêneros e 55 espécies, e Sterictiphorinae, predominantemente representada na região Neotropical, contando com 29 gêneros e aproximadamente 240 espécies válidas. Alguns autores, no entanto, consideram a existência de até subfamílias, a saber:
Arginae
Atomacerinae
Dielocerinae
Erigleninae
Sterictiphorinae
No Brasil, contsam registros de 210 espécies, pertencentes a 27 gêneros.